# Goearamiden
De Goearamiden is de jongere tak van de koninklijke huis van de Chosroïden. Ze regeerden over Iberië in de periodes 588-627, 684-748 en 779/780-786, aan drie van deze koningen werd de waardigheidstitel kouropalates door de Byzantijnse keizerlijke hof geschonken.

## Geschiedenis
De Goearamiden waren door huwelijk verbonden met de vorstenhuizen van Georgië, de Chosroïden, Nersianiden en de Bagratiden. In het laatste geval was het huwelijk van Gurams dochter met de voortvluchtige Armeense prins uit het huis Bagratuni, prins Vasak die de stamvader zou worden van de latere koninklijke huis Bagrationi, die later zou uitgroeien tot de laatste en langdurigste regerend familie van Georgië.
| Koning       | Jaar        |
| ------------ | ----------- |
| Goearam I    | 588 tot 590 |
| Stefanus I   | 590 tot 627 |
| Goearam II   | 684 tot 693 |
| Goearam III  | 693 tot 748 |
| Stefanus III | 780 tot 786 |